# سانتا روسالیا (ویچادا)
سانتا روسالیا (انگلیسی: Santa Rosalía, Vichada) نام یک منطقه مسکونی در کلمبیا است.